# Miniopterus paululus
Miniopterus paululus é uma espécie de morcego da família Miniopteridae. Pode ser encontrada na Indonésia, Malásia, Timor-leste e Filipinas.